# Licania arborea
Cacahuananche (Licania arborea)  es un árbol perteneciente a la familia  Chrysobalanaceae, que llega a medir aproximadamente 20 metros de alto, cuyas hojas se caracterizan por poseer los nervios muy prominentes, además de ser un árbol con abundante follaje. En México se distribuye principalmente en los estados del occidente hacia Chiapas y en algunos del centro como el Estado de México, Puebla, Morelos yTlaxcala. Habita bosques tropicales y caducifolios. Es una especie que actualmente se encuentra amenazada por la NOM-059 de SEMARNAT. Se aprovecha con fines de remedios caseros relacionados con tratamientos capilares del cabello. 

## Descripción
Este árbol mide de 15 a 20 metros de altura, y posee un diámetro aproximado de 40 centímetros. Su corteza posee un color gris y sus hojas son de color amarillento, con forma de óvalo. Sus ramas son de forma cilíndrica de color café.

## Geografía
Originario de México y Latinoamérica. Habita en climas cálidos y templados a una altitud de aproximadamente 900 metros sobre el nivel del mar. Además se asocia a ecosistemas como bosques tropicales y caducifolio.
En México tiene una distribución potencial en los estados de Colima, Jalisco, Michoacán, Guerrero, Estado de México, Morelos, Puebla, Tlaxcala, Oaxaca, Chiapas y algunos municipios de Veracruz.

## Temporada
Este árbol, florece y da frutos de los meses de diciembre a junio, cuando el clima favorece la llegada de las lluvias, permitiendo así llevarse a cabo este fenómeno.

## Principales usos
La Licania arborea Seem, es usada principalmente para evitar o eliminar la caída del cabello, ya que nutre los folículos pilosos, permitiendo así retardar la calvicie y la caspa. Las semillas son usadas para hacer jabones. También a las hojas se les ha dado un uso contra las hemorroides. También en algunos estados de México como Guerrero se usa contra la sarna.

## Estado de conservación
En México se considera como especie nativa y actualmente se encuentra en la categoría de Especie Amenazada por la NOM-059-SEMARNAT.

## Nombres alternos
Se le conoce en distintas regiones de diferentes maneras, por ejemplo: 
- Cacahuate de Jabón, Palo de frailecillo, Hoja tostada, Cuirindal (Michoacán)
- Cacahuananche, Carnero, Carnero blanco, Encino borrego, Frailecillo, Palo de fraile (Español)
- Guie-nisha, Ni-zo (Zapoteco)[4]
- Pama (Omagua)[6]

## Taxonomía
Licania arborea fue descrita por Berthold Carl Seemann y publicado en The Botany of the Voyage of H.M.S. ~Herald~ 118, t. 25, f. 1. 1853.
Sinonimia
- Licania bullatifolia Cuatrec.
- Licania retusa Pilg.
- Licania seleriana Loes.[8]